# Mindoro (Wisconsin)
Mindoro es un lugar designado por el censo ubicado en el condado de La Crosse en el estado estadounidense de Wisconsin. En el Censo de 2020 tenía una población de 291 habitantes y una densidad poblacional de 177,44 habitantes por km².
Forma parte del área metropolitana de La Crosse. Fue incluido como CDP en el censo de 2020.

## Geografía
Mindoro se encuentra ubicado en las coordenadas 44°01′16″N 91°06′07″O / 44.02111, -91.10194. Según la Oficina del Censo de los Estados Unidos, tiene una superficie total de 1,64 km², todos  correspondientes a tierra firme.